# Linda Darnell
Pour les articles homonymes, voir Darnell.
Linda Darnell, née Monetta Eloyse Darnell le 16 octobre 1923 à Dallas (Texas) et morte le 10 avril 1965 à Chicago, est une actrice américaine.
Elle fait ses débuts au cinéma à l'âge de seize ans dans Hôtel pour femmes (1939) ; elle tient des premiers rôles dans plusieurs films des années 1940 et du début des années 1950, signés notamment René Clair, Otto Preminger, Preston Sturges ou Joseph Mankiewicz.

## Biographie
Monetta Eloyse Darnell naît dans une famille pauvre du Texas. Encouragée par sa mère, elle fait des débuts précoces en tant que mannequin : sa mère déclare qu’elle a seize ans alors qu’elle n’en a que onze. Plus tard, elle fait ses premières expériences de comédienne en interprétant de petits rôles dans des théâtres amateurs.
En 1937, elle se présente à un casting à Dallas, organisé par des chasseurs de talents de la 20th Century Fox. Mais elle n’a que 14 ans et les recruteurs la jugeant trop jeune, ne la choisissent pas. Elle est néanmoins remarquée pour sa beauté exceptionnelle et Darryl F. Zanuck, le grand patron de la Fox, la rappelle en personne deux ans plus tard. La Fox falsifie sa date de naissance et lui fait signer un contrat en 1939 : Linda Darnell n’a que 16 ans ; à la même époque, le studio recrute Gene Tierney, Maureen O'Hara, Betty Grable et Anne Baxter, formant la nouvelle génération des « Fox Girls ».
Darnell termine ses études à la Central High School de Los Angeles, tandis que la Fox lui change son prénom.

### Débuts au cinéma
Ses débuts sont fulgurants. On la fait tourner après quelques semaines, dans un second rôle,Hôtel pour femmes. La même année, on lui donne comme partenaire la plus grande star masculine de la Fox, Tyrone Power, dans Dîner d'affaires ; elle enchaîne trois autres films avec lui : L'Odyssée des Mormons, le flamboyant Arènes sanglantes où elle fait merveille en douce épouse délaissée affrontant la tentatrice Rita Hayworth, et surtout Le Signe de Zorro, un classique du film d’aventures.

### Les années 1940

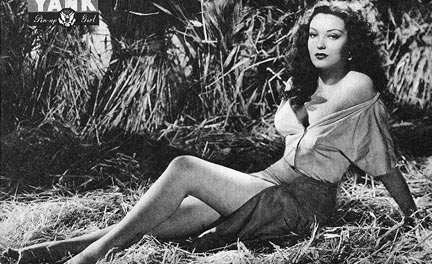
Linda Darnell dans Yank Magazine.

Linda Darnell ayant un quart de sang indien (son grand-père était cherokee), elle est longtemps cantonnée dans des rôles « exotiques » conformes à la représentation stéréotypée d’une beauté brune « fatale » et « typée » : Elle interprète une Espagnole dans Le Signe de Zorro et dans Arènes sanglantes ; une Amérindienne dans Buffalo Bill ; une Mexicaine dans La Poursuite infernale ; une Eurasienne dans Anna et le Roi de Siam…
Malgré cela, les années 1940 sont prodigieuses pour elle ; elle tourne avec les plus grands réalisateurs : Henry Hathaway, Rouben Mamoulian, Henry King, Douglas Sirk, William Wellman, René Clair, Otto Preminger, John Ford, Preston Sturges, Joseph L. Mankiewicz. Elle a pour partenaires des acteurs brillants : George Sanders, Laird Cregar, Rex Harrison, Richard Widmark, Charles Boyer, Anne Baxter ou Veronica Lake.

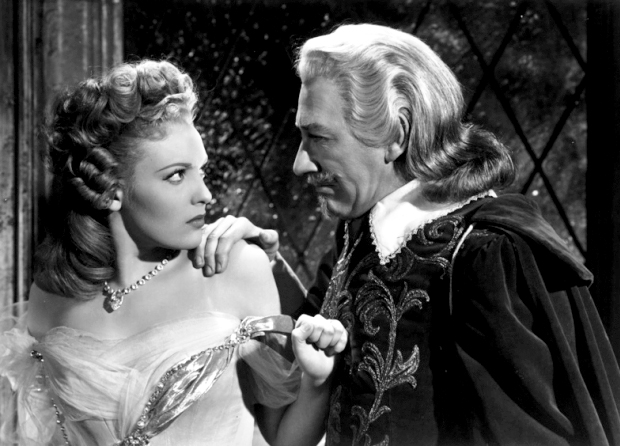
Linda Darnell et Richard Haydn dans Ambre (1947)

Après les films de Mamoulian, on la remarque surtout dans l'excellente comédie fantastique C'est arrivé demain du réalisateur français - alors exilé à Hollywood -, René Clair. Elle rompt ensuite son image de femme douce (elle a même interprété la Vierge Marie dans Le Chant de Bernadette) pour incarner les femmes vénales dans de somptueux films noirs, genre en vogue à l’époque, comme l’original Crime passionnel d’Otto Preminger qui observe la province américaine d’une manière froide et lucide, et Hangover Square, un mélodrame baroque à l’atmosphère morbide et cauchemardesque.
En 1946, elle revient au western et fait une composition remarquée dans le rôle de Chihuahua, la fille de saloon, aux côtés de Henry Fonda et Victor Mature, dans un chef-d’œuvre de John Ford, La Poursuite infernale. 
Deux réalisateurs lui donnent les plus beaux rôles de sa carrière, tout d’abord Otto Preminger, avec qui elle tourne quatre films. Après Crime passionnel et le film musical Quadrille d'amour, elle décroche le rôle titre d’Ambre, l'héroïne du livre à succès historique de Kathleen Winsor, et ce, malgré une vive concurrence : Peggy Cummins (renvoyée après quelques jours de tournage), Lana Turner (c'était le choix de Preminger mais la MGM refuse de la prêter) et Susan Hayward, entre autres.
Son émouvante photogénie est transcendée dans Ambre, pour un rôle difficile parfaitement tenu de bout en bout. Ce flamboyant mélodrame en costumes, tourné en Technicolor, est un grand succès commercial qui lui donne le statut de star internationale. Elle tourne encore avec Preminger La Treizième Lettre, un remake du film français Le Corbeau d'Henri-Georges Clouzot, où elle reprend le rôle tenu par Ginette Leclerc.

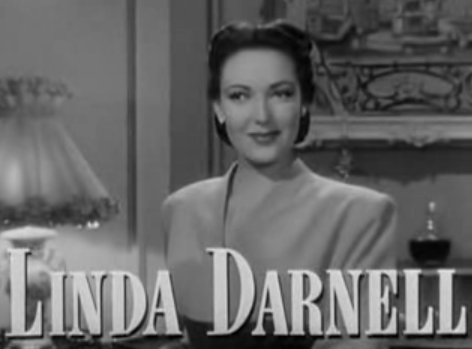
Linda Darnell dans Chaînes conjugales (1949).

En 1949, après une étincelante comédie sophistiquée de Preston Sturges, Infidèlement vôtre (d'après James Cain), c’est la rencontre avec le grand réalisateur Joseph L. Mankiewicz pour un de ses meilleurs films : Chaînes conjugales, où elle rivalise avec Jeanne Crain et Ann Sothern. Le film triomphe aux Oscars avec deux statuettes, l'une pour le meilleur scénario et l'autre pour la meilleure mise en scène. Alors en instance de séparation d'avec son premier mari, le directeur de la photo J. Peverell Marley, Linda Darnell tombe amoureuse de Mankiewicz pendant le tournage, ce qui marque le début d’une relation tumultueuse de six ans.

### Déclin de carrière
Linda Darnell est de nouveau dirigée par Mankiewicz pour La porte s'ouvre, film à thèse sur la discrimination raciale, mais leur relation s’achève après que le réalisateur refuse de lui confier le rôle de Maria Vargas (qui semble inspiré par elle aussi bien que par Rita Hayworth ou Ava Gardner) dans La Comtesse aux pieds nus. En effet, celle que Mankiewicz avait dirigée dans Chaînes conjugales et La porte s’ouvre était persuadée que le rôle de Maria Vargas lui était destiné. Non seulement parce qu’elle détestait les chaussures et avait l’habitude de marcher pieds nus, mais surtout en raison du fait que le scénario avait été écrit par Mankiewicz à Glen Cove, Long Island, la plupart du temps dans sa chambre à coucher et avec son aide. L’actrice a toujours dit que Mankiewicz lui avait promis de l’appeler dès que les contrats seraient préparés. Elle retourne rassurée à Los Angeles… et apprend dans la presse qu’Ava Gardner a obtenu le rôle. Cette trahison provoque leur rupture. En dépit de cela, l’actrice déclarera toujours que Mankiewicz avait été le grand amour de sa vie.

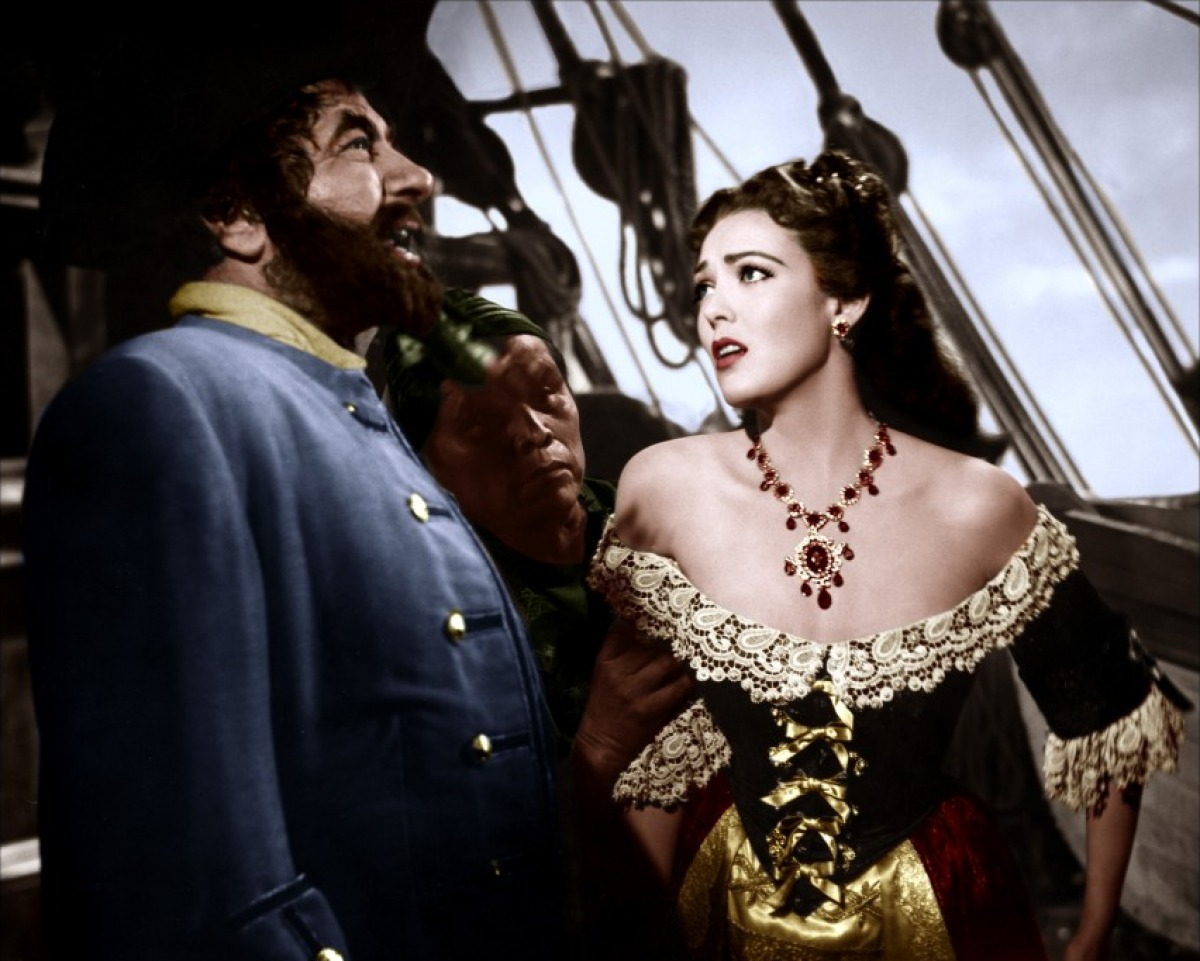
Robert Newton et Linda Darnell dans Barbe-Noire, le pirate (1952)

En dépit de sa carrière, les chefs-d’œuvre, les grands réalisateurs et son statut de star, les années noires commencent.
En 1951, la Fox ne renouvelle pas son contrat. Assurée de sa renommée, la RKO l’engage pour quelques films, dont l’efficace film de pirates Barbe-Noire le pirate de Raoul Walsh avec le truculent Robert Newton, puis dans un thriller haletant : Passion sous les tropiques avec Robert Mitchum.
Curieusement, à 31 ans, Linda Darnell ne tourne plus que des films mineurs. La déchéance va être rapide et l’actrice commence à sombrer dans l’alcoolisme.
Après deux films italiens réalisés par son compagnon Giuseppe Amato en 1955, elle renoue avec un certain succès au théâtre et joue dans une dizaine de pièces parmi lesquelles : Tea and sympathie, Janus ou encore Late love. Elle tourne également dans quelques épisodes de séries à la télévision.
Linda Darnell revient au cinéma en 1964 avec ce qui va être son dernier film : Les Éperons noirs. Elle ne vit jamais ce film car, alors qu’elle regardait à la télévision un de ses anciens films, Star Dust, un incendie se déclare à cause d’une cigarette mal éteinte. L’actrice, surnommée « l'ange de Hollywood » par la presse, est brûlée vive et meurt de ses blessures le 10 avril 1965, trente-trois heures plus tard à l'hôpital.

### Vie privée
En 1944, à 21 ans, Linda Darnell épouse celui qui tourna son premier bout d'essai, J. Peverell Marley, en effet directeur de la photo de son premier film, Hôtel pour femmes. Ils adoptent une petite fille, Charlotte Mildred, en 1948.
On lui prête des liaisons avec notamment Howard Hughes, Tyrone Power, Dana Andrews, le réalisateur italien Giuseppe Amato, et elle tombe amoureuse du réalisateur Joseph L. Mankiewicz avec qui elle vit une relation jusqu'en 1954. Après son divorce en 1951, elle fait un mariage éclair avec un riche brasseur, Phillip Liebman (1954-1955), puis en 1957 avec Merle Roy Robertson, un pilote de ligne, qui demande le divorce en 1963, lui reprochant son penchant pour l’alcool.

## Citations
- « Linda Darnell était une jolie fille et une actrice charmante à l’époque de L’Aveu, elle était encore très jeune, à peine vingt ans. Elle sortait avec Howard Hughes, mais dès qu’il l’a laissée tomber, elle s’est mise à boire. Quand elle a joué dans un autre de mes films (The Lady Pays Off, en 1951), elle était devenue une autre personne. C’est l’un des cas les plus tristes de l’histoire d’Hollywood, qui était une sorte de capitale de la soûlographie. Vous savez que Linda Darnell est morte tragiquement ; elle avait une véritable phobie du feu, et c’est comme cela qu’elle est morte – morte dans un incendie à quarante ans. » Douglas Sirk[6].
- « Linda avait l'allure de Mata Hari mais n'était qu'une fille charmante de Dallas fascinée par Hollywood. Elle connut une gloire rapide et disparut plus vite encore ». Kirk Douglas[7]

## Filmographie

Linda Darnell en 1954

- 1939 : Hôtel pour femmes (Hotel for Women) de Gregory Ratoff avec Ann Sothern
- 1939 : Dîner d'affaires (Day-Time Wife) de Gregory Ratoff
- 1940 : La Rançon de la gloire (Star Dust) de Walter Lang
- 1940 : L'Odyssée des Mormons (Brigham Young) de Henry Hathaway
- 1940 : Le Signe de Zorro (The Mark of Zorro) de Rouben Mamoulian
- 1940 : La Roulotte rouge (Chad Hanna) de Henry King
- 1941 : Arènes sanglantes (Blood and Sand) de Rouben Mamoulian
- 1941 : Rise and Shine d'Allan Dwan
- 1942 : The Loves of Edgar Allan Poe de Harry Lachman avec Shepperd Strudwick
- 1943 : La Cité sans hommes (City Without Men) de Sidney Salkow
- 1943 : Le Chant de Bernadette (The Song of Bernadette) de Henry King
- 1944 : Buffalo Bill (Buffalo Bill) de William A. Wellman
- 1944 : C'est arrivé demain (It Happened Tomorrow) de René Clair
- 1944 : L'Aveu (Summer Storm) de Douglas Sirk
- 1944 : Le Roi du swing (Sweet and Low-Down) de Archie Mayo
- 1945 : Hangover Square de John Brahm
- 1945 : Le Grand John (The Great John L.) de Frank Tuttle
- 1945 : Crime passionnel (Fallen Angel) d'Otto Preminger
- 1946 : Anna et le Roi de Siam (Anna and the King of Siam) de John Cromwell
- 1946 : Quadrille d'amour (Centennial Summer) d'Otto Preminger
- 1946 : La Poursuite infernale (My Darling Clementine) de John Ford
- 1947 : Ambre (Forever Amber) d'Otto Preminger
- 1948 : La Ville empoisonnée (The Walls of Jericho) de John M. Stahl
- 1948 : Infidèlement vôtre (Unfaithfully Yours) de Preston Sturges
- 1949 : Chaînes conjugales (A Letter to Three Wives) de Joseph L. Mankiewicz
- 1949 : La Furie des tropiques (Slattery's Hurricane) d'André de Toth
- 1949 : Si ma moitié savait ça (Everybody Does It) d'Edmund Goulding
- 1950 : La porte s'ouvre (No Way Out) de Joseph L. Mankiewicz
- 1950 : Les Rebelles de Fort Thorn (Two Flags West) de Robert Wise
- 1951 : La Treizième Lettre (The 13th Letter) d'Otto Preminger
- 1951 : The Guy Who Came Back de Joseph M. Newman avec Paul Douglas, Joan Bennett
- 1951 : Eve paie sa dette (The Lady Pays Off) de Douglas Sirk
- 1952 : L'Île du désir (Saturday Island) ou (Island of Desire) de Stuart Heisler
- 1952 : Morton a-t-il tué ? (Night Without Sleep) de Roy Ward Baker avec Gary Merrill, Hildegard Knef
- 1952 : Barbe-Noire le pirate (Blackbeard the Pirate) de Raoul Walsh
- 1953 : Passion sous les tropiques (Second Chance) de Rudolph Maté
- 1955 : Femmes damnées (Donne Proibite) de Giuseppe Amato avec Valentina Cortese, Giulietta Masina, Anthony Quinn, Lea Padovani
- 1955 : This Is My Love de Stuart Heisler avec Dan Duryea
- 1955 : Les Cinq Dernières Minutes (Gli Ultimi cinque minuti) de Giuseppe Amato avec Vittorio De Sica, Peppino De Filippo, Rossano Brazzi, Nadia Gray
- 1956 : Guet-apens chez les Sioux (Dakota Incident) de Lewis R. Foster avec Dale Robertson
- 1957 : Homeward Borne avec Richard Kiley
- 1957 : À l'heure zéro (Zero Hour!), de Hall Bartlett
- 1965 : Les Éperons noirs (Black Spurs) de R. G. Springsteen avec Rory Calhoun, Richard Arlen

## Télévision
- 1956 : Deception avec Trevor Howard, John Williams épisode de série
- 1956 : White Corridors de Ted Post épisode de série
- 1957 : Homeward Borne de Arthur Hiller avec Richard Kiley d'après Ruth Chatterton épisode de série
- 1958 : The Dora Gray Story de Arnold Laven avec Ward Bond deux épisodes de série (La Grande Caravane)
- 1958 : Free Ride de David Greene avec Sidney Blackmer, Jackie Cooper, Ralph Meeker, Keenan Wynn épisode de série
- 1958 : Kid on a Calico Horse avec George Montgomery, Audrey Totter, Dean Stockwell épisode de série
- 1959 : Sing Something Simple avec Efrem Zimbalist Jr. épisode de série
- 1964 : Who Killed His Royal Highness ? de Don Weis avec Gene Barry épisode de série (L'Homme à la Rolls)